# Děčany
Děčany település Csehországban, a Litoměřicei járásban. Děčany Třebívlice, Želkovice, Libčeves, Koštice, Chožov, Podsedice és Lkáň településekkel határos. Lakosainak száma 376 fő (2024. január 1.).

## Népesség
A település lakosságának változását az alábbi diagram mutatja:
| Lakosok száma | 955  | 969  | 898  | 626  | 448  | 355  | 369  | 390  | 381  | 376  |
|               | 1869 | 1890 | 1921 | 1950 | 1980 | 2001 | 2017 | 2019 | 2022 | 2024 |